# Barranco de Guayadeque
Barranco de Guayadeque este o arie protejată (arie specială de conservare — SAC, sit de importanță comunitară — SCI) din Spania întinsă pe o suprafață de 709,4 ha, integral pe uscat.

## Localizare
Centrul sitului Barranco de Guayadeque este situat la coordonatele 27°55′58″N 15°29′09″W / 27.9327°N 15.4857°V.

## Înființare
Situl Barranco de Guayadeque a fost declarat sit de importanță comunitară în octombrie 1999 pentru a proteja un număr necunoscut de specii din flora spontană și fauna sălbatică aflate în arealul zonei. Situl a fost protejat și ca arie specială de conservare în ianuarie 2010.

## Biodiversitate
Situată în ecoregiunea , aria protejată conține 3 habitate naturale: Păduri de Olea și Ceratonia, Tufărișuri termo-mediteraneene și de pre-deșert, Pante stâncoase silicioase cu vegetație casmofită.
La baza desemnării sitului se află un număr nedeclarat de specii protejate.